# Bythocythere constricta
Bythocythere constricta är en kräftdjursart som beskrevs av Georg Ossian Sars 1866. Bythocythere constricta ingår i släktet Bythocythere, och familjen Bythocytheridae. Arten har ej påträffats i Sverige.